# Stade Fallon
 (août 2025).
 (août 2017).
Si vous disposez d'ouvrages ou d'articles de référence ou si vous connaissez des sites web de qualité traitant du thème abordé ici, merci de compléter l'article en donnant les références utiles à sa vérifiabilité et en les liant à la section « Notes et références ».
Le stade Fallon (en néerlandais : Falonstadion) est un complexe omnisports multifonctionnel situé à Woluwe-Saint-Lambert à la périphérie Est de Bruxelles. Il héberge actuellement, entre autres, les clubs de football du Racing White Woluwe et du Femina White Star, et le club de hockey sur gazon La Rasante.  
Ancien résident du stade Fallon, le club de football du Racing White (matricule 47) fut champion de D2 en 1965. Lors de la saison 2011-2012, à la suite de la montée du R. White Star Woluwe FC, le stade Fallon a retrouvé des rencontres de Division 2 belge au bout de 46 ans d'attente.

## Site verdoyant
Le Stade Fallon est situé dans un des endroits les plus verdoyants et les plus plaisants de la capitale belge. Le site couvre près de 22 hectares. Il comporte entre autres 6 terrains de football dont 3 synthétiques et 12 courts de tennis (dont 5 couverts).
Le terrain principal est ceinturé d'une piste d'athlétisme (8 couloirs).

## Riche passé
Dans le domaine du football, le stade Fallon possède un passé riche de plusieurs saisons en Division 1 belge, puisqu'il fut l'antre des glorieux White Star AC et Racing White. Ce dernier y joua sa dernière saison en 1972-1973, puis déménagea vers le stade Machtens de Molenbeek, qui venait de voir son occupant, le prestigieux Daring Club de Bruxelles disparaître en 1973, le Royal Racing White décide dès lors de se renommer en Racing White Daring de Molenbeek pour se faire les faveurs du public local.
Le stade Fallon connut une soirée européenne en 1972. Devant 10 000 spectateurs, le Racing White s'inclina (0-1) face aux Portugais du CUF Barreiro.

## Autres résidents
- Fémina White Star (Football, homologue féminin du R. White Star Woluwe FC)
- White Star Athletic Club (Athlétisme)
- Wolu Tennis Academy (école de Tennis)
- Brussels Kangaroos (baseball)
- Wolu Mini Golf (minigolf de 18 trous)
- Europa Gym (club féminin de Gymnastique artistique)
- Rasante Hockey Club (Hockey sur gazon)
- Flying Rabbits Ultimate Club (Ultimate Frisbee)
- Cercle d'escrime de la Woluwe CEW (escrime)